# Syneches hyalinus
Syneches hyalinus är en tvåvingeart som beskrevs av Daniel William Coquillett 1895. Syneches hyalinus ingår i släktet Syneches och familjen puckeldansflugor.
Artens utbredningsområde är New Jersey. Inga underarter finns listade i Catalogue of Life.